# David Copperfield (film, 1935)
David Copperfield är en amerikansk dramafilm från 1935, i regi av George Cukor. Filmen är baserad på Charles Dickens roman David Copperfield från 1850. I huvudrollerna ses W.C. Fields, Lionel Barrymore, Madge Evans, Maureen O’Sullivan, Edna May Oliver, Lewis Stone, Frank Lawton, Freddie Bartholomew, Elizabeth Allan och Roland Young.

## Rollista i urval
- Edna May Oliver – tant Betsey

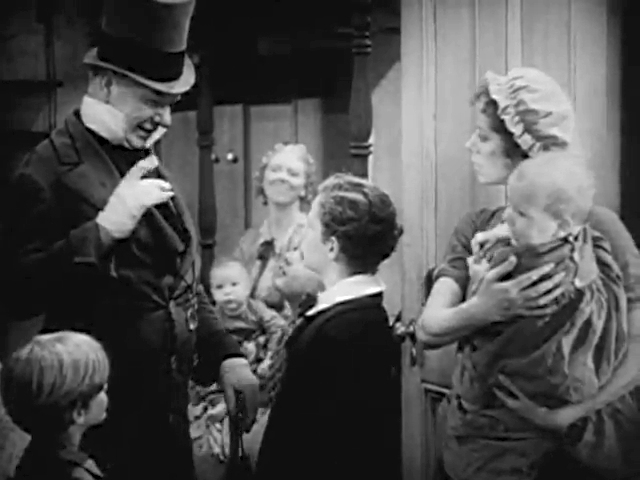
Mr Micawber (spelad av W.C. Fields) talar med den unge David Copperfield (Freddie Bartholomew).

- Elizabeth Allan – Mrs Clara Copperfield
- Jessie Ralph – syster Peggotty
- Harry Beresford – Dr Chillip
- Freddie Bartholomew – David Copperfield som pojke
- Basil Rathbone – Mr Edward Murdstone
- Hugh Walpole – prästen
- Herbert Mundin – Barkis, kusk
- John Buckler – Ham Peggotty
- Faye Chaldecott – Little Em'ly Peggotty som barn
- Una O'Connor – änkan Gummidge
- Lionel Barrymore – Dan'l Peggotty
- Violet Kemble Cooper – Jane Murdstone
- Elsa Lanchester – Clickett, Micawbers husa
- Jean Cadell – Mrs Micawber
- W.C. Fields – Mr Wilkins Micawber
- Lennox Pawle – Mr Dick
- Renee Gadd – Janet, tant Betseys husa
- Marilyn Knowlden – Agnes Wickfield som barn
- Lewis Stone – Mr Wickfield
- Roland Young – Uriah Heep
- Frank Lawton – David Copperfield som vuxen
- Madge Evans – Agnes Wickfield som vuxen
- Hugh Williams – James Steerforth
- Maureen O’Sullivan – Dora Spenlow
- Florine McKinney Little – Em'ly som vuxen
- Ivan F. Simpson – Littimer, Steerforths sercan